# Leiospora
Leiospora es un género de plantas fanerógamas perteneciente a la familia Brassicaceae. Comprende 7 especies descritas y de estas, solo 6 aceptadas.

## Taxonomía
El género fue descrito por  (C.A.Mey.) Dvořák y publicado en Spisy Přírodovĕdecké Fakulty University v Brnĕ 497: 356. 1968.

## Especies aceptadas
A continuación se brinda un listado de las especies del género Leiospora aceptadas hasta julio de 2014, ordenadas alfabéticamente. Para cada una se indica el nombre binomial seguido del autor, abreviado según las convenciones y usos.	
- Leiospora bellidifolia (Danguy) Botsch. & Pachom.
- Leiospora crassifolia A. Vassil.
- Leiospora eriocalyx (Regel & Schmalh.) Dvořák
- Leiospora exscapa (C.A. Mey.) Dvořák
- Leiospora pamirica (Botsch. & Vved.) Botsch. & Pachom.
- Leiospora subscapigera Botsch. & Pachom.